# Mindead
Mindead ist eine Modern-Metal-Band aus Stuttgart/Ludwigsburg.

## Bandgeschichte
Schlagzeuger Benjamin Hölle und Sänger Timo Fielker gründeten die Band 2001 zusammen mit Bassist Benedikt Wagner und Gitarrist Marcel Grashei. Zu Beginn erspielte man sich einen Namen in der Clubszene von Ludwigsburg und Stuttgart. Nach einem Demo 2004 erschien 2005 die EP "Still Empty" und am 15. August 2008 ihr Debütalbum Abandon All Hope über 7hard Records. Das Album wurde von Andy Classen gemastert. Im Anschluss spielte die Band unter anderem im Vorprogramm von Devildriver, Mnemic, Ektomorf, 4Lyn und den Emil Bulls. Eine Europatournee 2011 mit Ill Niño folgte.
2012 erschien ein Musikvideo zu Dark Places. 2015 erschien das zweite Album Controlling the Tides über Bleeding Nose Records. Das Album enthält eine Coverversion von Nine Inch Nails’ Hurt, allerdings stark beeinflusst von Johnny Cashs Version. Es folgten 3 weitere Videos zu "Indifferent", "Universe" und "Sore".
Im Dezember 2019 veröffentlichte die Band ihr self-titled Album Mindead über Metalapolis Records.

## Musikstil
Mindead spielen Modern Metal mit Groove-Metal-Einflüssen. Verglichen wird die Band unter anderem mit Five Finger Death Punch, Heaven Shall Burn und Korn.

## Diskografie
- 2004: Promo (Demo)
- 2005: Still Empty (EP)
- 2008: Abandon All Hope (7hard Records)
- 2015: Controlling the Tides (Bleeding Nose Records)
- 2016: Abandon All Hope Re-Release (Metalapolis Records)
- 2019: Mindead (Metalapolis Records)